# Harpullia longipetala
Harpullia longipetala är en kinesträdsväxtart som beskrevs av P.W. Leenhouts. Harpullia longipetala ingår i släktet Harpullia och familjen kinesträdsväxter. Inga underarter finns listade i Catalogue of Life.